# Cacopsylla groenlandica
Cacopsylla groenlandica är en insektsart som beskrevs av Sulc 1913. Cacopsylla groenlandica ingår i släktet Cacopsylla och familjen rundbladloppor. Inga underarter finns listade i Catalogue of Life.